# Acalolepta nishimurai
Acalolepta nishimurai är en skalbaggsart som beskrevs av Makihara 1992. Acalolepta nishimurai ingår i släktet Acalolepta och familjen långhorningar. Inga underarter finns listade i Catalogue of Life.